# 1647

## أحداث
- 23 ديسمبر: تأسيس مدينة كاروبانو [الإنجليزية] وتقع حاليا في فنزويلا.

## مواليد
- 2 أبريل - ماريا سيبيلا ماريان عالمة ورسامة (ماتت 1717)
- دومينيك بوزنو، رجل دين كاثوليكي فرنسي، اشتهر بانتمائه لرهبانية الآباء الثالوثيين.